# Block party

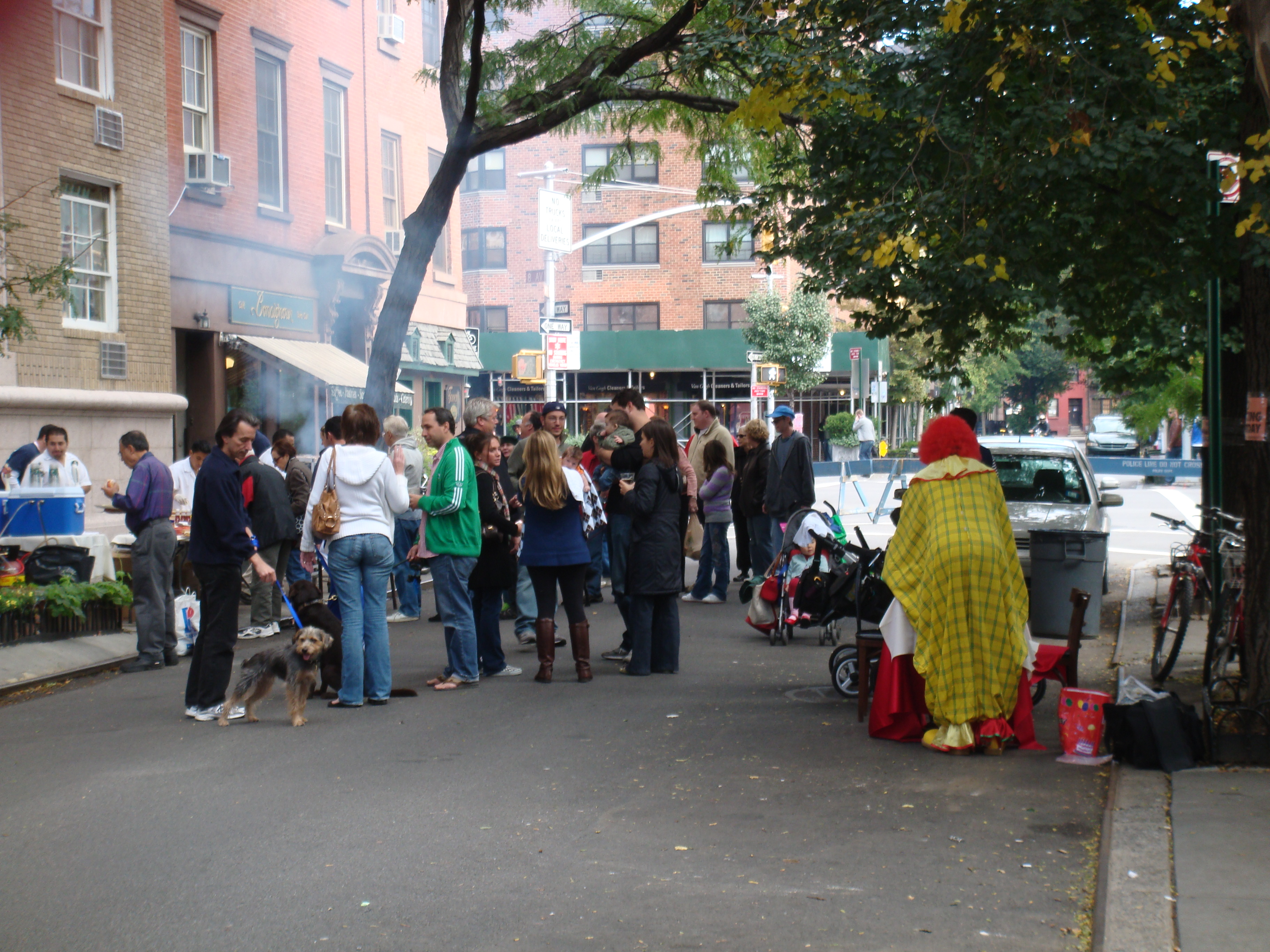
Festa d'illa de veïns a Manhattan

Una block party, a la cultura dels Estats Units dels anys 70, era una festa pública d'un mateix barri al voltant d'una actuació musical. Moltes vegades s'hi tocava música, s'hi ballava i s'instal·laven llocs de menjar o activitats per a xiquets. Tradicionalment, es desenvolupaven sense demanar cap mena de permís.

## Etimologia
El nom prové del tipus de festa, que de vegades ocasiona el tancament de tot un block (illa urbana) al tràfic de vehicles.

## Història
S'ha dit que van tenir origen a la Primera Guerra Mundial en l'East Side de Nova York, quan tota una illa era acordonada per cantar cançons patriòtiques i portar a terme una desfilada en honor dels membres de l'illa d'edificis que havien anat a la guerra.
Les festes d'illa de veïns van guanyar popularitat als Estats Units durant la dècada de 1970. Aquestes festes eren normalment organitzades a l'exterior i l'electricitat per l'equip dels Disc jockeys era presa il·legalment de l'enllumenat urbà.